# دراغون بول زد: احترق: المعركة الحامية - المعركة العنيفة - المعركة الحادة

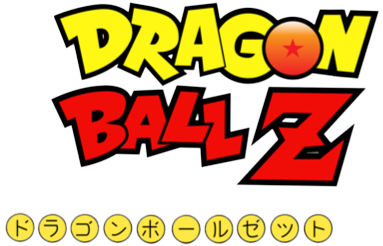
شعار دراغون بول زيد

دراغون بول زد برولي السوبر  ساياجين الاسطوري بالانكليزية Dragon Ball Z: Broly – The Legendary Super Saiyan ويعرف باليابانيةDragon Ball Z: Burn Up!! A Close Fight - A Violent Fight - A Super Fierce Fight (ドラゴンボールZ 燃えつきろ!!熱戦・烈戦・超激戦 Doragon Bōru Zetto Moetsukiro!! Nessen Ressen Chō-Gekisen
وترجمته بالعربية دراغون بول زد اجعلها تلتهب!! معركة قريبة- قتال عنيف- قتال عنيف خارق 
هو الفيلم الثامن من افلام دراغون بول زد النسخة الاصلية اطلقت باليابان في السادس من آذار عام 1993 ممن قبل توي انمي فير ودبلج إلى الانكليزية من قبل فانيميشن في عام 2003 م.>لخصم في هذا الفيلم برولي صمم من قبل اكيرا تورياما هذا الفيلم الأول من ثلاثة 
افلام قدمت من قبل اكيرا تورياما عن برولي يتبعه عودة برولي  و برولي الحيوي (Bio-Broly).

## الشخصيات الرئيسية في الفيلم
1-سون غوكو/كاكاروتو
2-سون غوهان
3-برولي السوبر ساياجين الاسطوري
4-ترانكس
5-فيجيتا
6-بيكولو
7-باراغوس والد برولي
8-بولما
9-تشي تشي
10-كريلين
11-كايو
12-موتين روشي

## روابط خارجية
- دراغون بول زد: احترق: المعركة الحامية - المعركة العنيفة - المعركة الحادة على موقع IMDb (الإنجليزية)
- دراغون بول زد: احترق: المعركة الحامية - المعركة العنيفة - المعركة الحادة على موقع روتن توميتوز (الإنجليزية)
- دراغون بول زد: احترق: المعركة الحامية - المعركة العنيفة - المعركة الحادة على موقع نتفليكس (الإنجليزية)
- دراغون بول زد: احترق: المعركة الحامية - المعركة العنيفة - المعركة الحادة على موقع ألو سيني (الفرنسية)
- دراغون بول زد: احترق: المعركة الحامية - المعركة العنيفة - المعركة الحادة على موقع فيلمافينيتي (الإسبانية)
- دراغون بول زد: احترق: المعركة الحامية - المعركة العنيفة - المعركة الحادة على موقع قاعدة بيانات الفيلم (الإنجليزية)
- دراغون بول زد: احترق: المعركة الحامية - المعركة العنيفة - المعركة الحادة على موقع ليتربوكسد (الإنجليزية)
- دراغون بول زد: احترق: المعركة الحامية - المعركة العنيفة - المعركة الحادة على موقع كينوبويسك (الروسية)
- دراغون بول زد: احترق: المعركة الحامية - المعركة العنيفة - المعركة الحادة على موقع ANN anime (الإنجليزية)